# Moon (pel·lícula)
Moon és una pel·lícula britànica de ciència-ficció dirigida per Duncan Jones, estrenada el 2009.

## Argument
Sam Bell (Sam Rockwell) és un empleat de Lunar, societat de perforació que té per objectiu trobar a la lluna una quantitat explotable d'heli 3, per tal de respondre a la crisi energètica. Sam viu des de fa prop de 3 anys en l'estació espacial lunar Sarang amb l'únic company Gerty, una màquina parlant molt racional, que envia la imatge d'un somriure a una pantalla per ensenyar el seu humor.
Dues setmanes abans d'acabar el seu contracte, Sam fa un descobriment desconcertant...

## Repartiment
- Sam Rockwell: Sam Bell
- Kevin Spacey: Gerty el robot (veu)
- Dominique McElligott: Tess Bell
- Kaya Scodelario: Eve Bell

## Al voltant de la pel·lícula
- La pel·lícula ha rebut bastant bona crítica, al Festival de Cinema de Sundance, entre d'altres.
- La pel·lícula ha rebut el premi del jurat i el premi del públic al Festival de cinema fantàstic de Gérardmer 2010.
- Va ser la gran sensació al XLII Festival Internacional de Cinema Fantàstic de Catalunya, on va guanyar el premi a la millor pel·lícula, el premi al millor actor (Sam Rockwell), al millor guió i a la millor direcció artística.[4]